# 2010年第五号热带低气压
第五号热带低气压（英語：Tropical Depression Five）是一个持续时间仅有12小时的北大西洋热带气旋，但其残留之后却持续存在了近一个星期。系统源于佛罗里达州以东海域上空一片不具备热带天气系统特征的低压槽，于2010年8月10日在墨西哥湾东南部形成，是2010年大西洋飓风季形成的第5个热带低气压。气旋于次日退化成残留低气压，残余环流之后进入路易斯安那州和密西西比州上空，产生倾盆大雨并引发洪灾。低气压在佛罗里达州沿海地区产生大浪，导致两人丧生。气旋残留一度行进至阿拉巴马州中部后转向南下。8月16日，系统在返回墨西哥湾后再度发展至接近热带气旋强度，但由于结构混乱而未达标准，然后转向北上再度进入密西西比州。受此低气压影响，英国石油公司修筑减压井对抗深水地平线号漏油事故的工作被迫两次延迟。

## 气象历史
第五号热带低气压源于8月7日墨西哥湾东北部沿伸到佛罗里达州上空的一股逐渐消散的冷锋，这股冷锋还同杰克逊维尔东南偏东方向数百英里外一片不具备热带天气系统特征的弱低气压区相连。系统内的对流杂乱无章，接触墨西哥湾暖流后总体向西南方向飘移。受强烈上层风切变和陆地的共同影响，外界环境不利于热带天气系统发展。8月9日晚，低气压已行进至墨西哥湾东南部，美国国家飓风中心认为，由于风切变有望减退，系统有中等程度可能发展成热带或亚热带气旋。对流逐渐增多，组织结构也有改善，经飓风猎人侦察机于8月10日晚确认，第五号热带低气压在麦尔兹堡以西约190公里洋面形成。
成为热带气旋后，低气压中的环流规模很大，还有层次分明的深层对流。气旋所处海域水温很高，但上层大气环境不利于显著强化。美国国家飓风中心预计，虽然有东向风切变的不利影响，但低气压还是会在登陆路易斯安那州前增强到风力时速75公里的热带风暴强度，还估计低气压会因北侧的中层高压脊影响而总体保持向西北方向前进。8月11日清晨，受干燥空气侵入和附近上层低气压产生垂直风切变的共同影响，气旋中的对流出现大幅消退。环流位置已难以确定，但外界环境又变得有利于雷暴活动重新发展。除一个热带气旋预测模型预测系统会显著增强，最低气压降至968毫巴外，其它模型都预计低气压会在登陆时达到飓风强度。气旋继续向西北方向移动，环流仍然广阔而混乱，对流活动一直很少。8月11日晚，飓风猎人侦察机报告低气压已不再是热带气旋，并且之后也不大可能会再度发展。美国国家飓风中心之后经重新分析认定，第五号热带低气压的热带气旋阶段仅有12小时。

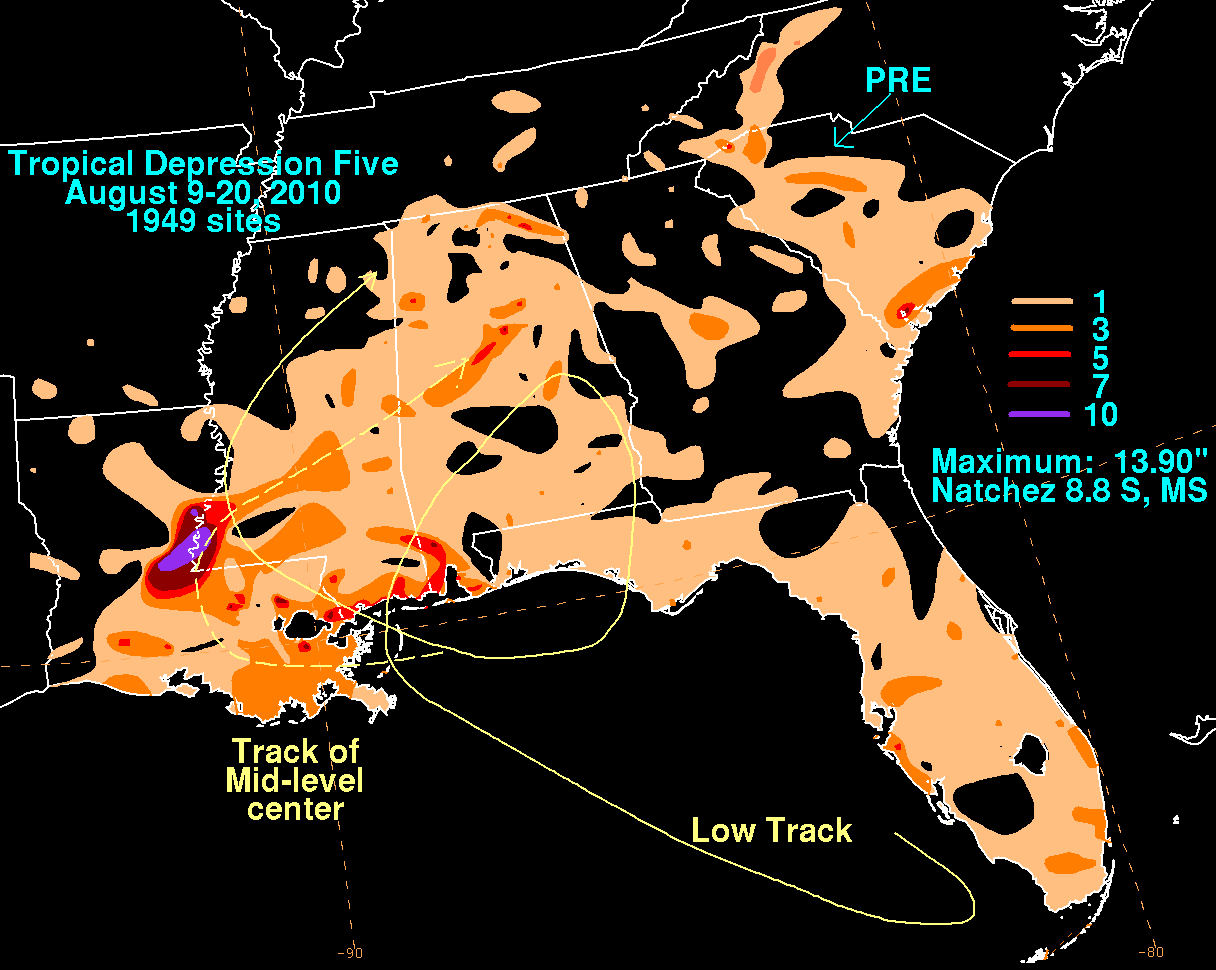
第五号热带低气压在美国南部产生的降水分布

8月12日，第五号热带低气压的残留从路易斯安那州登岸，其环流结构这时已有改善。雷达观测结果显示，有小范围圆形对流区在乔治亚州上空反气旋产生的分流影响下逼近新奥尔良。系统缓慢移动，于8月13日转向西北，沿密西西比州南部向内陆前进。8月14日晚，气旋残留已抵达阿拉巴马州中部，并开始因北面的高压脊影响转向南下。次日，系统抵达佛罗里达州西北狭长地带，美国国家飓风中心在低气压进入开放水域上空前经过评估认为，由于外界环境有利，系统有一半的可能重新发展成热带气旋。8月16日清晨，低气压进入墨西哥湾，飓风猎人侦察机的观测结果表明系统内的环流很弱，对流混乱，并且两者间缺乏有效关联。美国国家飓风中心认为，只要结构上有小幅改善，系统就有望发展成热带低气压，但上层大气环境的利好程度非常有限。8月18日清晨，第五号热带低气压的残留在密西西比州西南部上空完全消散。

## 防灾措施和影响

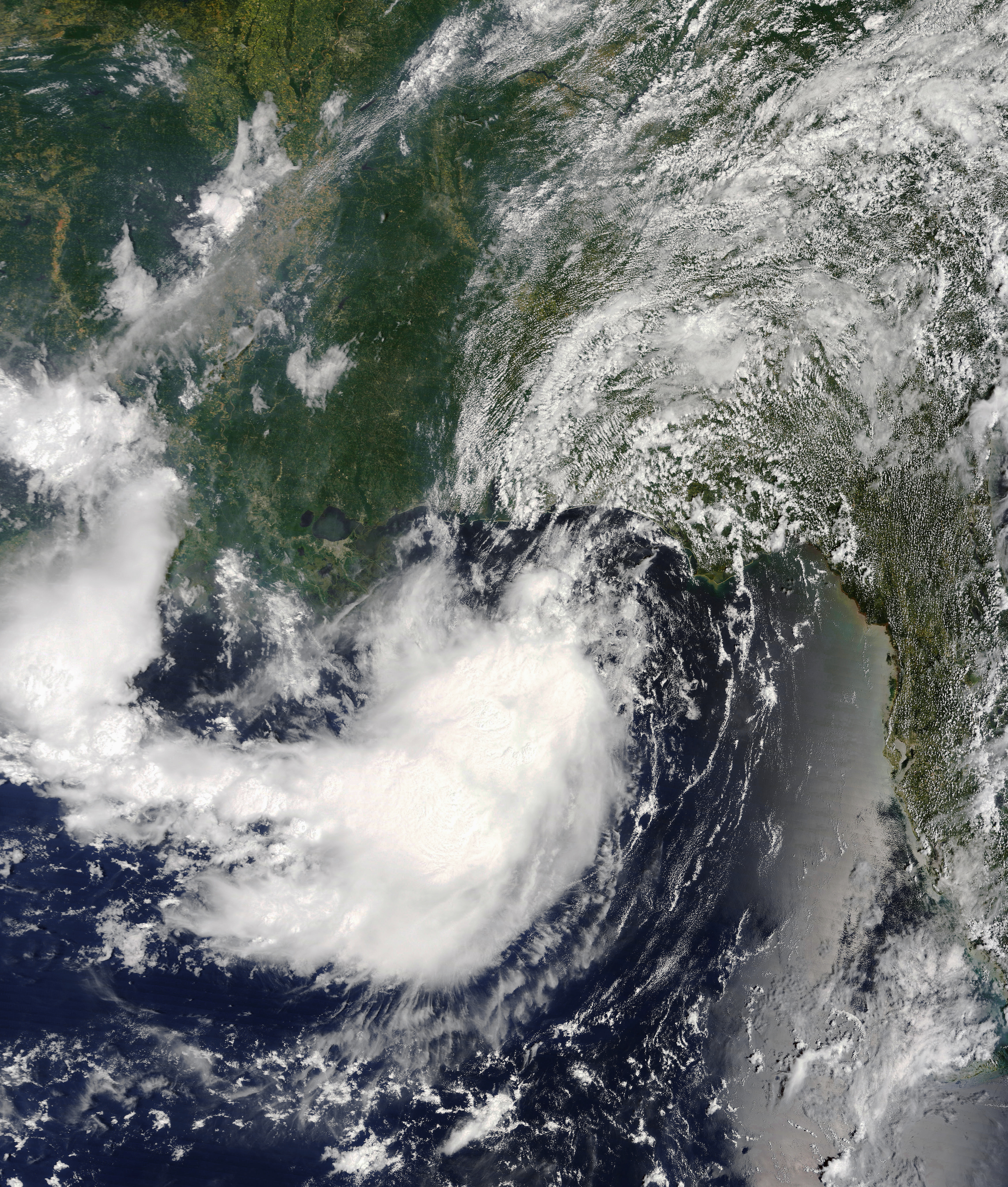
第五号热带低气压的残留在墨西哥湾东北部上空重新增强

成为热带气旋前，系统在南佛罗里达州局部地区产生倾盆大雨。棕榈滩国际机场8月8日降下57毫米雨量，创下当日雨量新纪录。系统在博卡拉顿附近催生出弱龙卷风，刮倒了几棵树木，还令一套房屋的屋顶板受损。因气旋影响而高涨的海潮致使萨拉索塔约200个海龟巢穴受到影响，其中20个不得不转移到更加安全的地点。进入墨西哥湾后，低气压逐渐发展，对此前受2010年墨西哥湾漏油事故影响的地区构成威胁，英国石油公司为此暂时停止减压井的建设工作。1周后，低气压的残留呈现发展迹象，英国石油公司被迫再度停止修建减压井。
美国国家飓风中心在针对第五号热带低气压发布首份公告的同时，也向佛罗里达州德斯坦到路易斯安那州弗米利恩堂区因特拉科斯特尔城（Intracoastal City）之间地区发布了热带风暴警告，警告范围还包括庞恰特雷恩湖和新奥尔良。面对气旋的威胁，路易斯安那州州长鲍比·金达尔宣布全州进入紧急状态。低气压的残留在沿海地区产生强烈的海潮和离岸流，佛罗里达州巴拿马市海滩有一名男子入院治疗，安娜玛丽亚岛有两位老人被离岸流卷走后丧生，估计两人都是因疲劳引起心脏病发遇难，而非溺亡。美国国家飓风中心在针对热带低气压发布最后一份公告时指出，系统残留可能导致美国南部普降暴雨。美国国家气象局驻路易斯安那州12个堂区和密西西比州8个县的地方办事处为此发布洪灾预警。低气压沿途普降暴雨，新奥尔良周边地区降雨量达200毫米，多条街道被淹，还有一幢公寓大楼进水。系统产生的降雨深入内陆，远至亚特兰大都出现降水，还有3套房屋因雷暴受损。
风暴残留向南面的墨西哥湾行进期间，其关联雷暴袭击阿拉巴马州莫比尔并产生暴雨，估计降雨量达到100毫米，导致多条街道被淹，供水系统受损，1921户居民失去供电。气旋残留再度影响密西西比州时又产生倾盆大雨，亚当斯县的西布利（Sibley）附近爆发山洪。洪水冲毁了一座桥梁，还进入多幢建筑物，经济损失约有100万美元。系统二度逼近路易斯安那州期间，美国国家气象局驻当地办事处发布沿海洪灾观察预警和山洪观察预警。阿沃耶尔堂区的强降雨持续了16个小时，至少40幢建筑物被淹。闪电导致3头牛死亡，一套房屋被毁，损失数额估计为75万美元。此外，风暴残留还与更为内陆的田纳西州中部上空一片基本没有移动的冷锋相互影响，引起的暴雨对许多桥梁、道路和物业构成破坏，损失数额达到2200万美元。